# The Day of the Bomb
The Day of the Bomb (em Alemão Sadako Will Leben, significando Sadako quer Viver) é um livro de não ficção escrito pelo autor austríaco Karl Bruckner em 1961.
A história é sobre uma Japonesa chamada Sadako Sasaki que viveu em Hiroshima e morreu de doença causada pela exposição á radiação vinda do bombardeamento atômico da cidade em Agosto de 1945.
O livro foi traduzido em todos os principais idiomas, publicado na World Wide Web, e é muito usado como material para educação pacificadora em escolas ao redor do mundo.
- Este artigo foi inicialmente traduzido, total ou parcialmente, do artigo da Wikipédia em inglês cujo título é «The Day of the Bomb».